# Samsung SCH-E250
Samsung SCH-E250 — стільниковий телефон фірми Samsung Electronics.

## Подібні моделі
- Grundig C310
- Samsung PM-A740
- Samsung a890
- Samsung SCH-E380
- Samsung SCH-A620